# Sinibaldo Doria
Sinibaldo Doria (ur. 21 września 1664 w Genui, zm. 2 grudnia 1733 w Benewencie) – włoski kardynał.

## Życiorys
Urodził się 21 września 1664 roku w Genui, jako syn Giovanniego Battisty Dorii i Benedetty Spinoli. Studiował na Uniwersytecie Sieneńskim, gdzie uzyskał doktorat utroque iure. Następnie został referendarzem Trybunału Obojga Sygnatur i klerykiem Kamery Apostolskiej. 1 listopada 1711 roku przyjął święcenia diakonatu, a trzy dni później – prezbiteratu. 18 grudnia został tytularnym arcybiskupem Patras, a tydzień później – asystentem Tronu Papieskiego. 23 maja 1731 roku został arcybiskupem Benewentu. 24 września został kreowany kardynałem prezbiterem i otrzymał kościół tytularny San Girolamo dei Croati. Zmarł tamże 2 grudnia 1733.